# Lotus (bilmärke)

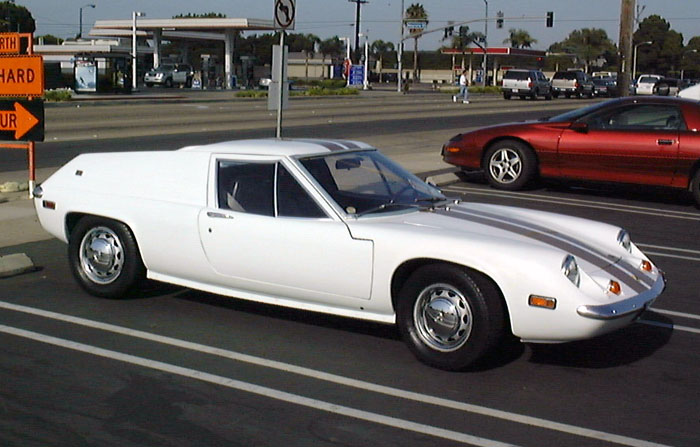
Lotus Europa.

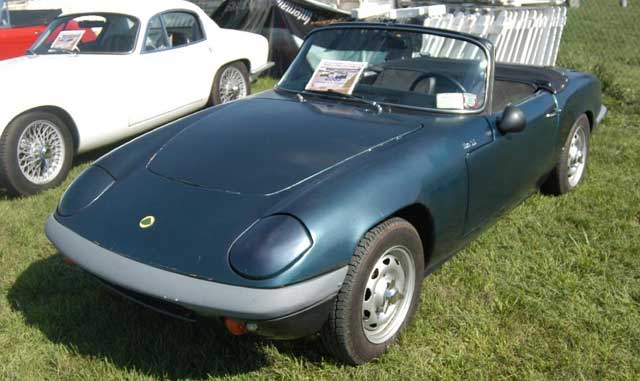
Lotus Elan från 1966.

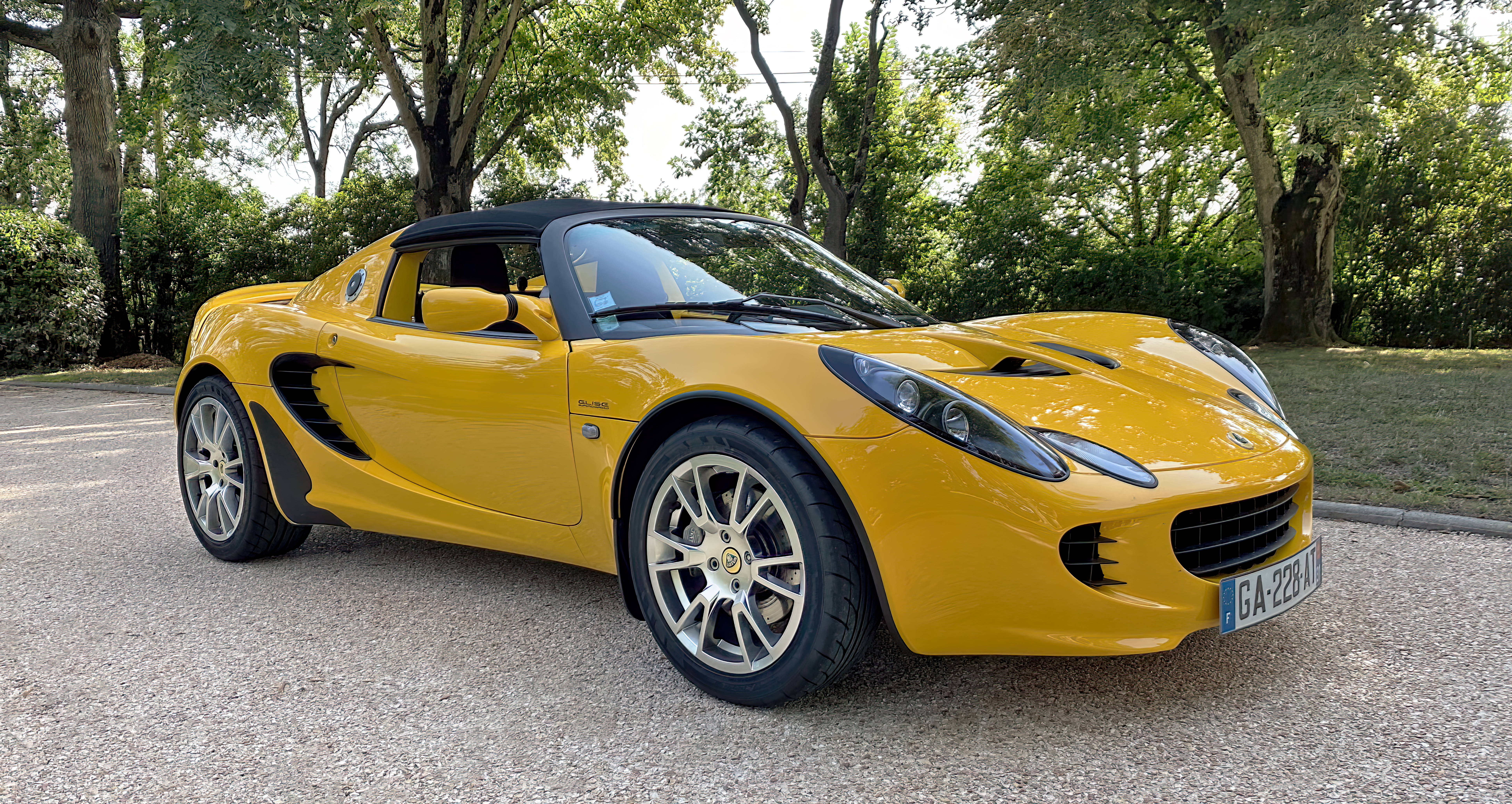
Lotus Elise

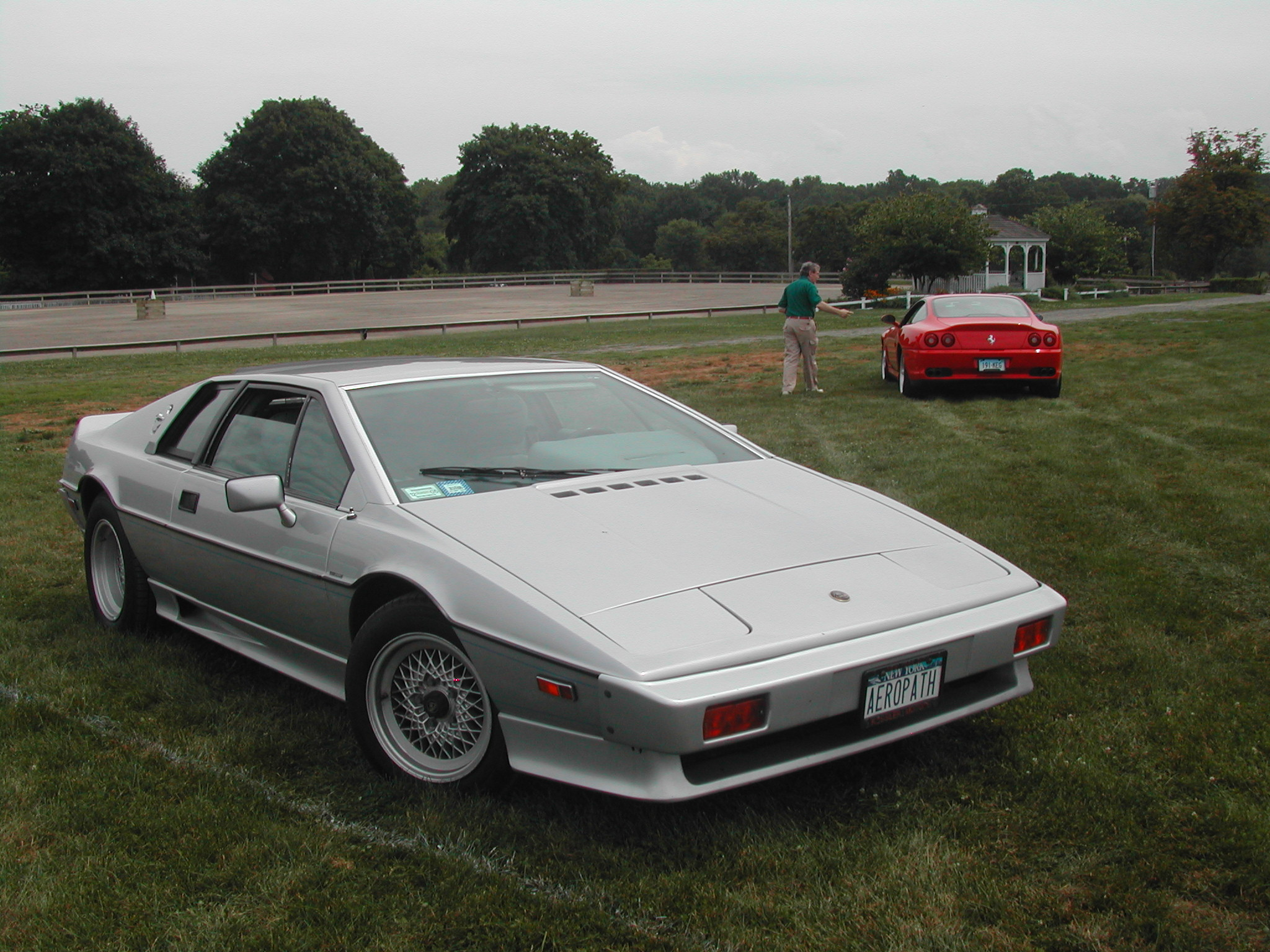
Lotus Esprit Turbo

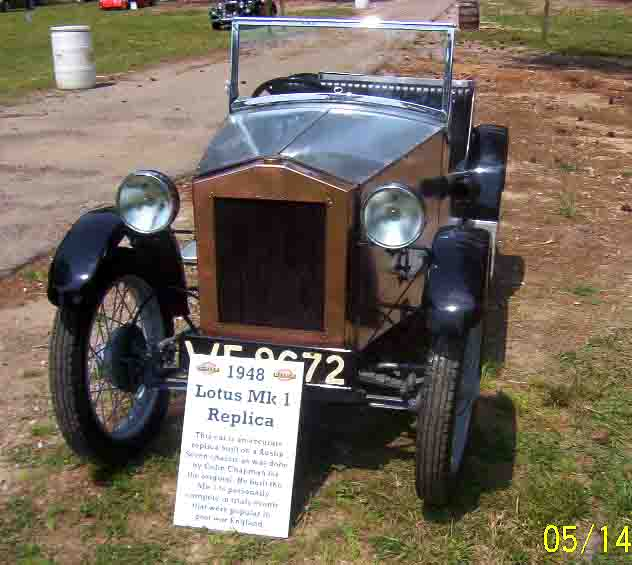
Lotus Mark 1

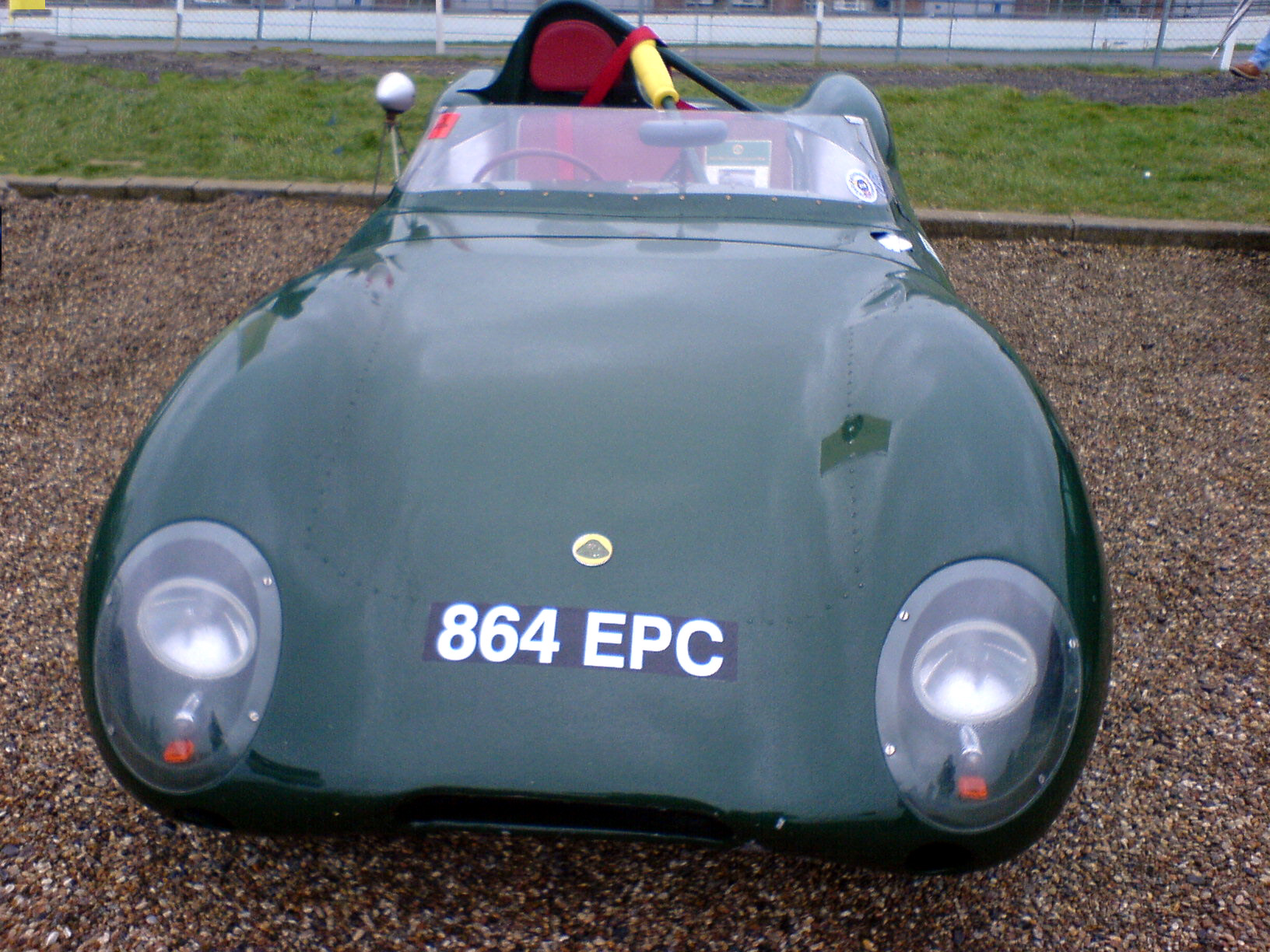
Lotus Mark 11

Lotus är en tillverkare av sportbilar och racingbilar i Hethel i England, som sedan 2017 ägs av den kinesiska biltillverkaren Geely. Lotus är känt för sina epokgörande race- och produktionsbilar. Märket hade länge ett formel 1-stall, Team Lotus.
Lotus Engineering är en del av företaget som arbetar med konsultuppdrag åt andra biltillverkare. Dess specialitet är konstruktion av hjulupphängningar.

## Historia
Colin Chapman, en ung talangfull ingenjör, började sin karriär som självständig bilbyggare 1947 då han byggde verkligt lyckade specialmodeller utifrån tekniken hos Austin-Seven 750. Till följd av framgången med sina modeller beslutade han att grunda Lotus Engineering Ltd 1952. Den första serietillverkade framgångsmodellen, Lotus 6 såldes som byggsats. Trots den begränsade framgången kvantitativt sett (ungefär 100 exemplar), fick Lotus 6 ett flertal framgångar, även i backrace. Efterträdaren Lotus 7 blev legendarisk.
Den av Frank Costin utvecklade Lotus 8 stack ut framförallt genom sina aerodynamiska sportkaross. Denna modell var inte bara grunden för efterföljarna Mk 9 och Mk 10 utan även för Mk 11, en tävlingsvagn som vann sin klass i Le Mans-loppet. 1957 tillverkades Lotus sin första uteslutande för tävling byggda bil. Med Mk 12 började en särdeles framgångsrik karriär inom motorsporten, i vilken Lotus ett flertal gånger vann konstruktörs-VM. Titlar och förstapriser nådde Colin Chapman, inte i första hand genom att höja prestandan, utan genom att bygga lätt och genom att införa nya tillverkningsmetoder. 
Lotus blev känd som Bond-bil i slutet av 1970-talet då James Bond bland annat åkte under vattnet med en Lotus Esprit i en av filmerna. Lotus Esprit som togs i produktion på 1970-talet var under många år Lotus storsäljare och vidareutvecklades genom åren. Modellen lades ner 2004.
Colin Chapman avled 1982. Lotus såldes 1986 till General Motors, som i sin tur 1993 sålde företaget vidare till Romano Artiolis ACBN Holdings S.A. som även ägde återupplivade Bugatti. Under tiden som en del av GM gjorde Lotus bl.a. Lotus Omega, en specialversion av Opel Omega, samt bidrog till framtagning av Corvette ZR-1. En misslyckad modell blev den nya versionen av Lotus Elan, som inte alls slog hos kunderna. Tiden som en del av ACBN Holdings gynnade inte Lotus som sportbilstillverkare och företaget hamnade i en kris. 
1996 köptes Lotus av den malaysiska biltillverkaren Proton och i maj 2017 köpte kinesiska Geely en majoritet av aktierna i Lotus.

## Lotusmodeller
- Lotus Cortina
- Lotus Eclat
- Lotus Elan
- Lotus Elan SE
- Lotus Elise
- Lotus Elite
- Lotus Esprit
- Lotus Europa
- Lotus Europa S
- Lotus Evora
- Lotus Excel
- Lotus Exige
- Lotus Omega
- Lotus Seven
- Lotus Six

## Formelbilar
Se Team Lotus för fakta om tillverkningen av formelbilar.